# Otto Dierichs
Otto Dierichs (* 23. März 1900 in Düsseldorf; † 12. September 1978 in Berlin) war ein deutscher Regisseur und Schauspieler.

## Leben
Otto Dierichs war Schüler der Düsseldorfer Theaterakademie bei Louise Dumont Nach seinem Abschluss arbeitete als Schauspieler und Spielleiter. Von 1933 bis 1945 wirkte er als Dozent für Schauspiel an der Folkwangschule in Essen. Ab 1945 baute er in Düsseldorf eine neue Schauspielschule auf, um anschließend als Schauspieler, Dramaturg und Spielleiter am Staatstheater Dresden zu arbeiten. Gleichzeitig baute er auch hier eine Schauspielschule auf.
Im März 1950 wurde Otto Dierichs von Wolfgang Langhoff an das Deutsche Theater Berlin berufen, um hier die Schauspielschule zu leiten. Diese Aufgabe behielt er bis Mai 1953 und war somit der Gründungsdirektor der Staatlichen Schauspielschule Berlin.
Dem Schauspielerensemble des Fernsehens der DDR gehörte er seit dessen Gründung an. In vielen Fernsehfilmen, Hörspielen und DEFA-Filmen  wirkte er außerdem als Regisseur sowie auch als Darsteller mit.

## Filmografie
- 1952: Das verurteilte Dorf
- 1953: Das kleine und das große Glück
- 1958: Weimarer Pitaval: Der Fall Saffran (Fernsehreihe)
- 1959: Weimarer Pitaval: Der Fall Wandt
- 1960: Leute mit Flügeln
- 1960: Trübe Wasser
- 1961: Fünf Tage – Fünf Nächte
- 1961: Gewissen in Aufruhr (Fernsehfilm)
- 1962: Die Igelfreundschaft
- 1962: Wohl dem, der lügt (Fernsehfilm)
- 1962: Die schwarze Galeere
- 1967: Der Staatsanwalt hat das Wort: Busliesel (Fernsehreihe)
- 1968: Wege übers Land (Fernsehfilm 5-teilig)
- 1969: Das siebente Jahr
- 1969: Befreiung (5 Teile)
- 1970: Der Staatsanwalt hat das Wort: Außenseiter
- 1971: KLK an PTX – Die Rote Kapelle
- 1974: Polizeiruf 110: Konzert für einen Außenseiter (Fernsehreihe)
- 1977: Trini
- 1977: Unterwegs nach Atlantis
- 1977: Ein irrer Duft von frischem Heu

## Theater
- 1949: Alexander Puschkin: Szenen aus Ritterzeiten – Regie (Staatstheater Dresden)
- 1949: Alexander Puschkin: Der geizige Ritter – Regie (Staatstheater Dresden)
- 1949: Vercors: Das Schweigen des Meeres – Regie (Staatstheater Dresden)
- 1951: Boris Lawrenjow: Die Stimme Amerikas – Regie (Haus der Kultur der Sowjetunion (Neue Bühne Berlin))
- 1954: Hanuš Burger/Stefan Heym: Tom Sawyers grosses Abenteuer (Darsteller: Mr. Thatcher) – Regie: Josef Stauder (Theater der Freundschaft)
- 1954: Molière: Der Bürger als Edelmann – Regie (Theater der Freundschaft)
- 1964: Leon Kruczkowski: Das Abenteuer mit dem Vaterland – Regie (Landestheater Dessau)

## Hörspiele

### Regie
- 1956: Nâzım Hikmet: Die Legende von der Liebe (Rundfunk der DDR)
- 1957: Günther Weisenborn: Peking (Rundfunk der DDR)
- 1961: Rolf Schneider: Prozeß Richard Waverly (Rundfunk der DDR)
- 1961: Guy de Maupassant: Der Millionenstreich (Rundfunk der DDR)
- 1962: Rolf Schneider: Godefroys (Rundfunk der DDR)

### Sprecher
- 1957: Jean-Paul Sartre: Nekrassow (Mouton) – Regie: Erich-Alexander Winds (Rundfunk der DDR)
- 1957: Wolfgang Schreyer: Das Attentat (Dr. Goerdeler) – Regie: Lothar Dutombé (Dokumentarhörspiel – Rundfunk der DDR)
- 1958: Günther Rücker: Bericht Nummer 1 – Regie: Günther Rücker (Rundfunk der DDR)
- 1958: Henrik Ibsen: Stützen der Gesellschaft (Prokurist Krap) – Regie: Erich-Alexander Winds (Rundfunk der DDR)
- 1958: Wera Küchenmeister/Claus Küchenmeister: Damals achtzehn – neunzehn (Direktor) – Regie: Helmut Hellstorff (Dokumentarhörspiel – Rundfunk der DDR)
- 1959: Rolf Schneider: Zimmer 112 – Regie: Theodor Popp (Rundfunk der DDR)
- 1960: Rolf Schneider: Affären – Regie: Werner Stewe (Hörspiel – Rundfunk der DDR)
- 1961: Joachim Witte: Stunde der Angst (Herr Gehrmann) – Regie: Joachim Witte (Hörspiel – Rundfunk der DDR)
- 1961: Anna und Friedrich Schlotterbeck: Modellfall Brettheim – Regie: Detlev Witte (Hörspieldokumentation – Rundfunk der DDR)
- 1961: Karl-Heinrich Bonn: Nächtlicher Besuch (Dr. Mathissen) – Regie: Helmut Hellstorff (Hörspiel – Rundfunk der DDR)
- 1961: Stefan Scherpner: Erhebungen im Fall Engelfried – Regie: Edgar Kaufmann (Hörspieldokumentation – Rundfunk der DDR)
- 1961: Clifford Odets: Wo ist Lefty (Dr. Barnes)  – Regie: Fritz-Ernst Fechner (Hörspiel – Rundfunk der DDR)
- 1962: Günter Koch: Mord auf Bestellung (Doktor) – Regie: Hans Knötzsch (Rundfunk der DDR)
- 1962: Friedrich Dürrenmatt: Die Panne (Richter) – Regie: Hans Knötzsch (Rundfunk der DDR)
- 1962: Rolf Schneider: 25. November. New York (Richter Wilturn) – Regie: Helmut Hellstorff (Hörspiel – Rundfunk der DDR)
- 1963: Rolf Schneider: Der Ankläger (Kläger) – Regie: Fritz Göhler (Hörspiel – Rundfunk der DDR)
- 1963: Gerhard Jäckel: Die Wahnmörderin – Regie: Wolfgang Brunecker (Hörspiel – Rundfunk der DDR)
- 1964: Elin Pelin: Jan Bibijan und das Teufelchen Füt (Oberteufel) – Regie: Ingeborg Milster (Kinderhörspiel – Rundfunk der DDR)
- 1966: Denis Diderot: Die Nonne – Regie:Edgar Kaufmann (Rundfunk der DDR)
- 1968: Maxim Gorki: Pasquarello – Der Redakteur – Regie: Detlef Kurzweg (Kinderhörspiel – Rundfunk der DDR)
- 1969: Karl-Heinrich Bonn/Maria Bonn: Die Reise nach K. (Altmann) – Regie: Wolfgang Brunecker (Hörspiel – Rundfunk der DDR)
- 1969: Kikuta Kazuo: Die Taube Dankuro (Priester) – Regie: Horst Liepach (Hörspiel – Rundfunk der DDR)
- 1970: Wolfgang Kießling: Es gibt nur einen Weg (Kadjan) – Regie: Maritta Hübner (Kinderhörspiel – Rundfunk der DDR)
- 1970: Helga Pfaff: Die Schildbürger (Apotheker) – Regie: Horst Liepach (Kinderhörspiel – Rundfunk der DDR)
- 1970: Bodo Schulenburg: Der Nachtigallenstern (Gelehrter) – Regie: Christa Kowalski (Kinderhörspiel – Rundfunk der DDR)
- 1970: Dieter Müller: Die Richter des Friedrich Ludwig Jahn – Regie: Theodor Popp (Kinderhörspiel – Rundfunk der DDR)
- 1970: Sophokles: Die Antigone des Sophokles (Alter) – Regie: Martin Flörchinger (Hörspiel – Rundfunk der DDR)
- 1971: Ben Jonson: Volpone oder der Fuchs (Richter) – Regie: Werner Grunow (Hörspiel – Rundfunk der DDR)
- 1971: Günter Kunert: Mit der Zeit ein Feuer – Regie: Wolfgang Schonendorf (Hörspiel – Rundfunk der DDR)
- 1972: Wilhelm Hauff: Mutabor (Rabe) – Regie: Theodor Popp (Kinderhörspiel – Rundfunk der DDR)
- 1975: Prosper Mérimée: Die Jacquerie – Regie: Albrecht Surkau (Hörspiel – Rundfunk der DDR)
- 1975: Joachim Herz-Glombitza: Die Kulturkanone (Sommerlatte) – Regie: Joachim Gürtner (Hörspielreihe: Neumann, zweimal klingeln – Rundfunk der DDR)
- 1976: Rudolf Bartsch: Der geschenkte Mörder (Rinten) – Regie: Fritz-Ernst Fechner (Kriminalhörspiel (Teil 1) – Rundfunk der DDR)